# Michael Gärdebäck
Erik Michael Gärdebäck (22 de marzo de 1956) es un deportista sueco que compitió en luge. Ganó una medalla de plata en el Campeonato Europeo de Luge de 1976, en la prueba individual.

## Palmarés internacional
| Campeonato Europeo | Campeonato Europeo    | Campeonato Europeo | Campeonato Europeo |
| Año                | Lugar                 | Medalla            | Prueba             |
| ------------------ | --------------------- | ------------------ | ------------------ |
| 1976               | Hammarstrand (Suecia) | Medalla de plata   | Individual         |